# Choker (singolo)
Choker è un singolo del duo musicale statunitense Twenty One Pilots, il secondo estratto dal loro sesto album in studio Scaled and Icy, pubblicato il 30 aprile 2021.

## Video musicale
Il video musicale del brano è stato diretto da Reel Bear Media e le riprese si sono svolte a Columbus (Ohio) presso un negozio di giocattoli. È stato pubblicato il 30 aprile 2021 sul canale YouTube del duo.

## Tracce
Testi e musiche di Tyler Joseph.
1. Choker – 3:43

## Classifiche
| Classifica (2021)                | Posizione massima |
| -------------------------------- | ----------------- |
| Irlanda                          | 83                |
| Lituania                         | 90                |
| Regno Unito                      | 88                |
| Repubblica Ceca                  | 46                |
| Slovacchia                       | 79                |
| Stati Uniti (rock & alternative) | 14                |